# Edgar Norris
Cyril Edgar Norris (ur. 23 grudnia 1902 w Toronto, zm. 20 kwietnia 1982 w hrabstwie Sarasota) – kanadyjski wioślarz i urzędnik, brązowy medalista olimpijski.
W 1928 wystąpił na igrzyskach olimpijskich w Amsterdamie, gdzie Kanadyjczycy w składzie: John Donnelly (sternik), Frank Fiddes, John Hand, Frederick Hedges, Athol Meech, Jack Murdoch, Edgar Norris, Herbert Richardson i William Ross zdobyli brązowy medal w ósemkach. W półfinale walkę o awans przegrali o 1,8 sekundy z reprezentacją USA, która ostatecznie zdobyła złoty medal. Był to jego jedyny start olimpijski.
Reprezentował barwy Argonaut Rowing Club.
Po zakończeniu kariery został urzędnikiem, sprawował funkcję sekretarza miasta Toronto.